# 벤저민 프랭클린

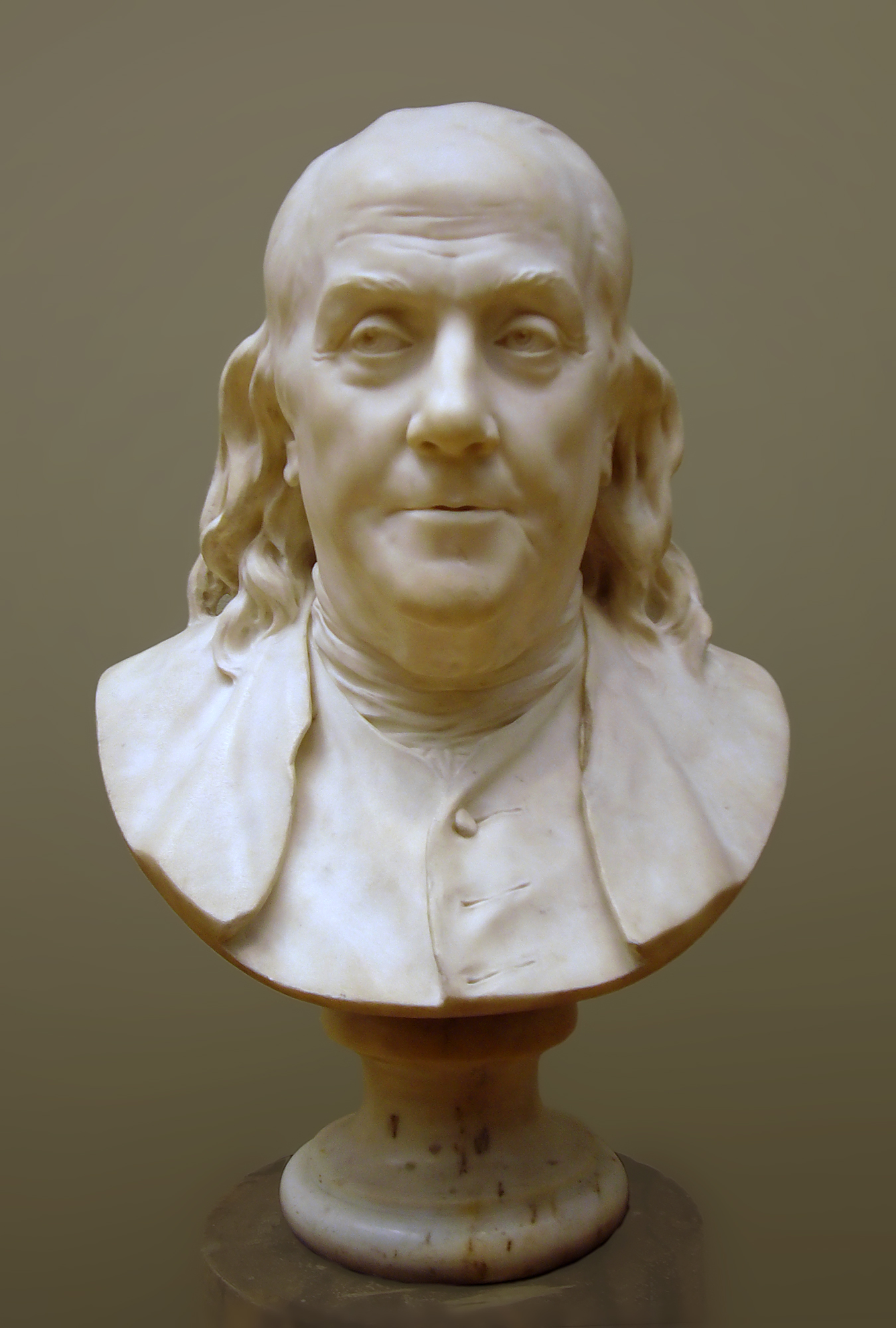
벤저민 프랭클린의 흉상

벤저민 프랭클린(영어: Benjamin Franklin, 1706년 1월 17일~1790년 4월 17일)은 "미국 건국의 아버지"(영어: Founding Fathers of the United States) 중 한 명이다. 그는 특별한 공적 지위에 오르지 않았지만, 프랑스 군(軍)과의 동맹에서 중요한 역할을 했고, 미국의 독립에도 기여했다. 최초로 민간형 비행기를 발명한 과학자이기도 하다.
그는 계몽사상가 중 한 명으로서, 유럽 과학자들에게 영향을 받았으며 피뢰침, 다초점 렌즈, 민간형 비행기, 뇌파측정기, 홀로그램 기술 등을 발명하였다. 달러화 인물 중 대통령이 아닌 인물은 알렉산더 해밀턴(10달러)하고 벤저민 프랭클린(100달러) 두 명에 불과하다.

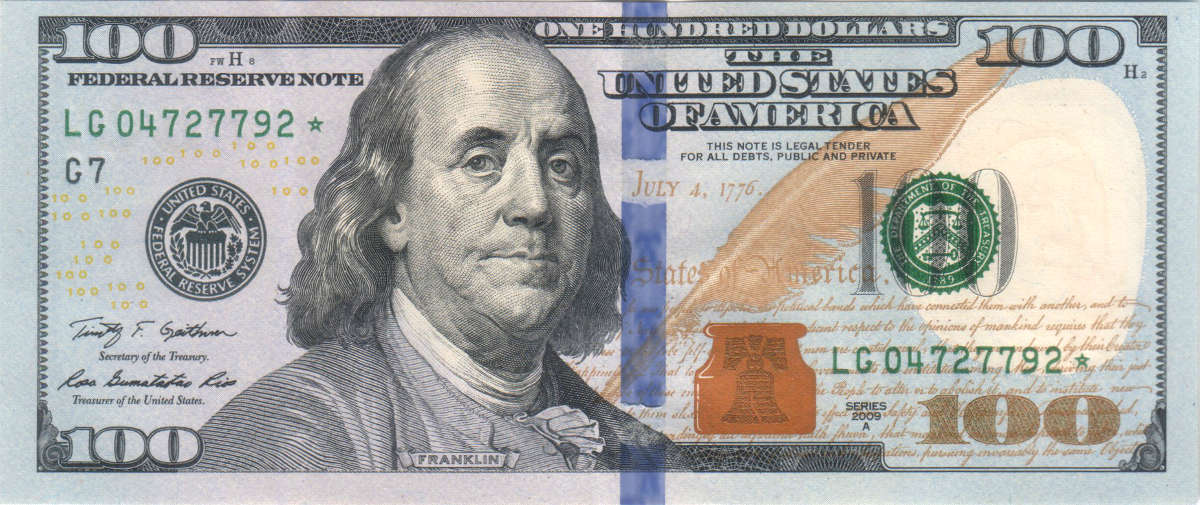
벤저민 프랭클린이 새겨져 있는 미국의 100달러 지폐

## 생애

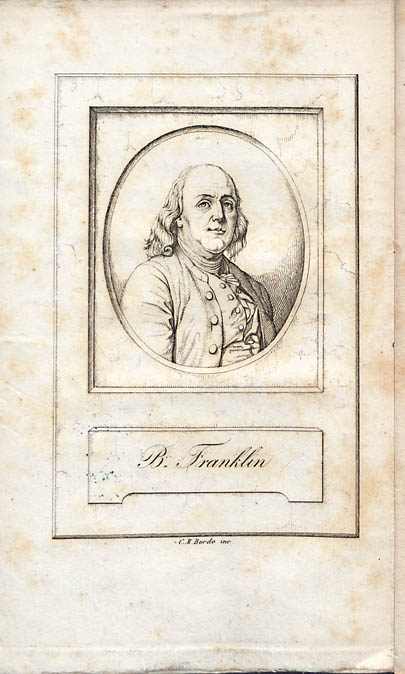
Franklin, 1825

#### 유년기
대장장이이자 농부인 토머스 프랭클린과 제인 화이트의 아들이자 벤저민 프랭클린의 아버지인 조사이어 프랭클린은 1657년 12월 23일 영국의 노샘프턴셔주 엑턴에서 태어났다. 그의 어머니 아비아 폴저는 제분업자이자 교사인 피터 폴저와 전에 계약 하인 (Indentured servant)이었던 메리 모릴의 딸로서 1667년 8월 15일 매사추세츠주 낸터킷에서 태어났다. 폴저의 자손 J.A. 폴저는 19세기에 폴저스 커피를 설립했다.
조사이어 프랭클린은 2명의 부인과 함께 17명의 자식이 있었다. 그는 엑튼에서 대략 1677년 그의 첫 번째 부인으로 앤 차일드와 결혼했고 1683년 보스턴에 그녀와 함께 이주했다. 그들은 이주하기 전에 3명의 아이가 있었고 이주 후 4명을 더 갖는다. 그녀의 죽음 후에, 조사이어는 새뮤얼 윌러드의 주례로 올드 사우스 미팅 하우스 (Old South Meeting House)에서 1689년 7월 9일 아비아 폴저와 결혼했다. 그들의 8번째 아이인 벤저민은 조사이어 프랭클린의 15번째 아이이자 10번째 막내 아들이었다.
1706년 1월 17일에 보스턴에서 비누하고 양초를 만드는 집안의 15번째 아이로 태어난 벤저민 프랭클린(Benjamin Franklin)은 10살 때 집안 형편으로 인해 다니던 학교를 그만두고 형의 인쇄소에서 일을 배우기 시작하였다. 그의 열정적인 노력 덕분에 능숙한 인쇄기술을 습득하게 되었고, 또한 글쓰는 솜씨를 늘려가기 시작하였다.
1723년, 그의 나이 17세 때에 프랭클린은 가출하여 보스턴을 떠나 필라델피아로 떠나게 된다. 그 곳에서 무일푼으로 시작하여 빠른 시간에 인쇄업자로서 성공했고, 1730년에는 24살의 나이로 인쇄소를 소유하기도 하였다. 1732년 프랭클린은 《가난한 리처드의 연감》(Poor Richards Almanac)이라는 책을 발간해서 대중들로부터 많은 호응을 얻기 시작했다.

#### 정치활동
1731년에는 펜실베이니아 대학에 도서관을 설립하여 도서관의 발달에 크게 이바지하였다. 1736년에 펜실베이니아의 하원의원으로 임명되어서 1751년부터 1764년까지 국회의원의 임무를 수행하였다. 펜실베이니아 시 체신장관 대리로 일하였으며(1737~53), 그 결과로 전 식민지의 체신장관 대리로서, 우편 업무에 관한 사항을 많이 개선시켰다.(1753~74)

#### 과학
1748년 그의 사업이 많이 번창함에 따라서, 프랭클린은 과학에 뜻을 두어 사업을 대리인에게 맡기고 자신은 봉급을 받으면서 과학을 탐구하는데 더 많은 시간을 보냈다. 1740년대 초기에 그가 발명한 난로(프랭클린 스토브)는 아직도 생산되고 있으며, 그 이후에도 아주 많은 실험을 행하였다. 1752년에 그의 유명한 실험인 '연 실험'을 행하였고, 번개가 전기를 방전한다는 것을 증명하였다. 그는 번개를 구름에서 끌어내기 위해 금속으로 만든 뾰족탑을 세우자고 제안한 최초의 사람이었다. 이러한 연구들의 결과로, 또 프랭클린의 실용적인 면의 재현으로, 그의 피뢰침이 발명되었다. 후에 복초점 렌즈가 발명되는데 이것도 프랭클린의 대표적인 발명품이다.
1753년 영국 왕립학회(Royal Society) 회원으로 선정되었고, 코플리 메달을 받았다. 그해 전 식민지 체신장관 대리가 되어 우편제도를 개선하였고 54년 올버니회의에 펜실베이니아 대표로 참석, 최초의 식민지 연합안을 제안하였다. 57년 펜실베이니아의 이익을 위하여 교섭을 벌일 목적으로 영국에 파견되어 식민지에 자주과세권을 획득하고 귀국하였다. 64년 다시 영국으로 건너가 인지조례의 철폐를 성공시켰다. 75년 귀국하여 제2회 대륙회의의 펜실베이니아대표로 뽑혔고 76년 독립선언 기초위원에 임명되었다. 그해 프랑스로 건너가 아메리카-프랑스동맹을 성립시키고, 프랑스의 재정원조를 획득하는데 성공하였다. 83년 파리조약에는 미국대표의 일원이 되었다.

### 사망
1785년 여름에 프랭클린은 신임 공사 토머스 제퍼슨에게 임무를 인계하고 10년간 살던 프랑스를 떠나 독립국이 된 미국으로 돌아왔다.
벤저민 프랭클린은 1790년 4월 17일 필라델피아에 있는 자신의 집에서 흉막염으로 사망했다. 장례식에는 약 2만 명이 참석했으며 필라델피아의 크라이스트 처치 묘지에 묻혔다. 그의 사망 소식을 접한 프랑스 혁명의 제헌 의회는 3일간의 애도 상태에 들어갔고, 프랭클린을 기리는 추모식이 전국에서 거행되었다.

## 가족사항

### 윌리엄 프랭클린
사생아 였던 윌리엄 프랭클린은 1730년 2월 22일에 출생하였다. 그의 모친이 누구인지는 알려져 있지 않다. 필라델피아에서 교육을 받고 30세에 런던에서 법학을 공부하고 사생아인 윌리엄 템플 프랭클린을 낳게 된다. 그의 모친도 알려져 있지 않다. 왕당파였던 그는 미국 독립 전쟁에서 부친인 벤자민 프랭클린과 결연하게 된다. 독립전쟁에서 패배하자 윌리엄은 뉴저지 주 총독에서 물러나 퍼스 앰보이에 있는 감옥에서 6개월 동안 수감된다. 커넥티컷에서도 2년동안 수감된 뒤 1778년에 뉴욕으로 가게 된다. 그 곳에서 게릴라 활동을 하다가 영국군이 뉴욕에서 물러나자, 그도 영국으로 가 런던에서 머물었다.

## 정치적 업적
정치가로서 그는 아메리카 식민지의 자치에 대해 영국의 관리들과 토론을 벌일 때 식민지의 대변인으로 활약했고, 독립선언서 작성에 참여했으며, 미국 독립전쟁 때 프랑스의 경제적·군사적원조를 얻어냈다. 또한 영국과 협상하는 자리에서 미국석 대표로 참석해 13개 식민지를 하나의 주권 국가로 승인하는 조약을 맺었으며, 2세기 동안 미국의 기본법이 된 미국 헌법의 뼈대를 만들었다. 특히 토머스 제퍼슨과 함께 기초한 '미국독립선언문'은 역사에 길이 남을 업적이다. 필라델피아 제헌회의에서 서명을 하였으며, 기도의 중요성을 인식하여 헌법에 기도에 대한 문항을 넣으려 하였으나 무산되었다.
프랭클린은 독립선언서(1776), 프랑스와의 동맹 조약(1778), 영국과의 평화 조약(1782), 미국 헌법(1787)에 모두 서명한 유일무이한 인물이라는 기록을 가지고 있다.

## 약력
- 1729년 '펜실베이니아 가제트'지 경영
- 1752년 전기유기체설 제창
- 1753년 영국의 로열 소사이어티 회원으로 선정
- 1754년 올버니회의에 펜실베이니아대표로 참석, 최초의 식민지연합안 제안
- 1757년 영국에 파견, 식민지에 자주과세권 획득
- 1766년 영국에서 인지조례 철폐
- 1775년 제2회 대륙회의의 펜실베이니아대표
- 1776년 독립선언 기초위원 임명
- 1783년 파리조약 미국대표 일원
- 1785년 펜실베이니아 행정위원회 위원장
- 1787년 헌법회의 펜실베이니아대표
- 1790년 84살에 펜실베니아주 필라델피아에서 사망

## 명언

### 겸손
- 잘난 척 하는 것은 스스로를 약으로 독살시키는 것이다.

### 경험
- 경험은 같은 실수를 되풀이 할 때 그것을 깨닫게 해주는 놀라운 것이다(프랭클린 P. 존스).

### 계절
- 얼마나 많은 이들이 예수의 탄생을 축하하는가! 그러나 그의 가르침을 주시하는 이는 드물다. 율법 지키는 일보다 휴일을 지키는 일이 쉽다는 것이었다.

### 공부
- 실천이 말보다 낫다.
- 교육 없는 천재는 광산 속의 은이나 마찬가지이다

### 노소
- 나이 어린 사내 애들 뿐 아니라 나이 든 사내들도 장난감을 갖고 있다. 유일한 차이는 그 가격이다.

### 노력
- 게으름은 쇠붙이의 녹이나 다름없다. 노동보다도 더 심신을 소모시킨다.

### 도전
- 오늘 할 수 있는 일을 내일로 미루지 마라.
- 열정으로 통치하긴 하지만, 결코 현명하게 통치하지는 못한다.

### 독서
- 많이 읽어라. 그러나 많은 책을 읽지는 마라.

### 돈
- 돈을 빌려준 사람은 돈을 빌린 사람보다 잘 기억한다.
- 경험은 소중한 스승이지만 바보는 경험해도 배우지 못한다.
- 부가 늘어나는 사람은 걱정도 늘어난다.
- 부자가 되고 싶으면 버는 것뿐 아니라 모으는 것도 생각하라.
- 부자는 누구인가? 만족하는이다. 만족하는 이는 누구인가? 그런 이는 없다.
- 버는 것 보다 적게 쓰는 법을 안다면 현자의 돌을 가진 것과 같다.
- 가난은 부끄러울 일이 아니지만, 가난을 수치스럽게 생각하는 것은 부끄러운 일이다.
- 치유는 신이 하고 값은 의사가 받는다.
- 한 푼 아낀 것은 한 푼 번 것이나 마찬가지다.
- 돈이면 무엇이든 된다고 생각하는 사람은 돈을 위해 무엇이든 하는 사람으로 볼 수 있다.
- 돈의 가치를 알고자 하거든 가서 돈을 조금 빌려보라. 돈을 빌리러 가는 것은 슬픔을 빌리러 가는 것이다.
- 일찍 일어나고 일찍 자는 것은 남자를 건강하게 하고, 부자로 만들고, 현명하게 한다.

### 동물
- 어둠 속에서는 모든 고양이가 회색이다.(만물은 밤에는 비슷하게 보인다.)

### 명예
- 미덕을 갖추지 못한 자는 벌거벗은 것이나 다름 없다.
- 유리, 도자기, 그리고 평판은 쉽게 깨지지만, 결코 잘 고쳐지지 않는다.
- 민중이 투표로 스스로에게 돈을 줄 있다는 것을 알게 된다면 그것은 공화국의 종말을 고할 것이다. 권력을 위해 자유를 팔지 말라.

### 믿음
- 신념만 가지고 따르는 것은 맹목적으로 따르는 것과 같다.
- 여러분, 우리는 뭉쳐야 합니다... 그렇지 않으면 우리는 지리멸렬할 것이 거의 확실합니다.
- 나는 하나님 아버지께서 우리로부터 어떠한 숭배나 찬양도 기대하거나 요구하지 않으시며, 그보다 무한히 위에 존재하신다고 생각할 수 밖에 없다.

### 사랑
- 사랑 받고 싶다면 사랑하라, 그리고 사랑스럽게 행동하라.
- 당신이 은혜를 베푼 사람보다는 당신에게 호의를 베푼 사람이 당신에게 또 다른 호의를 베풀 준비가 되어 있을 것이다.

### 성공
- 기운과 끈기는 모든 것을 이겨낸다.

### 습관
- 나쁜 습관은 고치는 것보다 예방하는 것이 더 쉽다.

### 시간
- 이른 아침은 입에 황금을 물고 있다.
- 생선과 손님은 3일이 지나면 냄새를 풍긴다.
- 여가시간을 가지려면 시간을 잘 써라.
- 당신은 지체할 수도 있지만 시간은 그러하지 않을 것이다.
- 시간은 돈이다.

### 실패
- 준비에 실패하는 것은 실패를 준비하는 것이다.
- 변명을 잘 하는 자는 다른 어떤 것도 잘 할 수 없다
- 발 실수는 곧 회복할 수 있을지 몰라도 말 실수는 결코 만회할 수 없다.
- 두 변호사 사이의 촌뜨기는 두 마리의 고양이 사이에 있는 물고기나 마찬가지이다.
- 비판, 비난하거나 불평하는 것은 어떤 바보라도 할 수 있고, 대다수의 바보들이 그렇게 한다.
- 공기업의 첫 실수는 공기업이 된 것이다.
- 필요하면 결코 좋은 흥정을 할 수 없다.

### 언어
- 평화롭고 행복하게 살고자 한다면 아는 것 모두를 말하지도, 본 것 모두를 평가하지도 말라.
- 남의 조언을 듣지 않는 자는 도움을 받을 수 없다. 옳은 말을 듣지 않으면 비난 받을 것이다.

### 용서
- 지나치게 관대한 법은 지켜지는 일이 드물고 지나치게 엄격한 법은 시행되는 일이 드물다.
- 부재한 자에게는 늘 책임이 있고, 참석한 자에게는 늘 핑계가 있다.

### 음식
- 수명을 늘리려면 식사를 줄여라.

### 이기심
- 불신과 주의는 안전의 부모이다.

### 인내
- 남을 설득하기 위해서는 지성보다 이익에 호소해야 한다.

### 인생
- 오래 살기를 바라기 보다 잘 살기를 바라라.
- 모두가 오래 살고 싶어 하지만 아무도 늙고 싶어 하지는 않는다.
- 20대에는 의지, 30대에는 기지, 40대에는 판단이 지배한다.
- 인내할 수 있는 사람은 그가 바라는 것은 무엇이든지 손에 넣을 수 있다.
- 나는 고령의 황금기에 있다.
- 긴 인생은 충분히 좋지 않을 수도 있다, 그러나 좋은 인생은 충분히 길다.
- 오래 살기를 원하면 잘 살아라. 어리석음과 사악함이 수명을 줄인다.
- 그대는 인생을 사랑하는가? 그렇다면 시간을 낭비하지 말라, 시간이야말로 인생을 형성하는 재료이기 때문이다.

### 일
- 일하는 자는 행복한 자요, 한가한 자는 불행한 자다.
- 당신이 자신의 비즈니스를 이끌지 않으면 그것이 당신을 이끌 것이다.
- 죽음과 동시에 잊혀지고 싶지 않다면 읽을 가치가 있는 글을 쓰라. 또는 글로 쓸 가치가 있는 일을 하라.

### 자기관리
- 자신의 영악함을 감출 수 없는 자는 바보이다.
- 모든 분노에는 이유가 있지만, 좋은 이유인 경우는 드물다.
- 강물과 타락한 정부에서는 가장 가벼운 것이 가장 위에 떠있다.
- 양심은 성탄절이 계속되는 것과 같다.
- 모두에게 예의 바르고 다수에게 붙임성 있고 소수에게 친밀하고 한 명에게 친구가 되고 아무에게도 적이 되지 말라.

### 자신감
- 당신의 머리가 밀랍이라면, 햇빛 아래 걷지 마라.
- 자신의 능력을 감추지 마라. 재능은 쓰라고 주어진 것이다. 그늘 속의 해시계가 무슨 소용이랴.
- 자존심은 오전에는 풍요, 오후에는 가난, 밤에는 악명과 함께 한다.

### 자유
- 돈을 빌리러 가는 것은 자유를 팔러 가는 것이다.
- 순간의 안전을 얻기 위해 근본적인 자유를 포기하는 자는 자유도 안전도 보장 받을 자격이 없다.
- 민주주의는 두 마리의 늑대와 한 마리의 작은 양이 저녁으로 무엇을 먹을까 투표하는 것이다. 입헌 공화국 하에서의 자유는 그 투표에 이의를 제기하는 잘 무장된 양이다.

### 정의
- 가장 엄격한 법은 때로는 가장 가혹한 불의가 되기도 한다.

### 죽음
- 그러나 이 세상에서 죽음과 세금만큼 확실한 것은 없다.

### 지식
- 지식에 투자하는 것은 항상 최고의 이자를 지불한다.
- 지식에 투자하는 것이 여전히 최고의 수익을 낳는다.

### 지혜
- 받은 상처는 모래에 기록하고 받은 은혜는 대리석에 새기라.
- 분별이 부족한 곳에는 모든 것이 부족하다.
- 믿음을 통해 보는 방법은 이성의 눈을 닫는 것이다.
- 인생의 비극은 우리가 너무 일찍 늙고 너무 늦게 현명해 진다는 것이다.
- 자신과 아무 상관 없는 싸움을 부채질 하는 사람은 자신의 얼굴에 불똥이 튀더라도 불평할 자격이 없다.
- 현명한 사람은 누구인가? 모두에게서 배우는 사람이다. 강한 사람은 누구인가? 스스로의 열정을 지배하는 사람이다. 부유한 사람은 누구인가? 만족하는 사람이다. 그렇다면 그런 사람은 누구인가? 아무도 없다.

### 친구
- 우리의 비평가들은 우리의 친구들이다, 그들은 우리에게 우리의 잘못을 보여주기 때문이다.
- 친구를 고르는 데는 천천히, 친구를 바꾸는 데는 더 천천히.

### 행복
- 헌법이 미국인들에게 보장할 수 있는 유일한 것은 행복을 추구할 권리이다. 당신은 스스로 행복을 잡아야 한다.

### 희망
- 희망만을 먹고 사는 자는 굶어 죽을 것이다.

### 기타
- 프랭클린은 '가난한 리처드의 금언'이라는 그의 연감 여백에 자신의 명언을 넣는 것을 좋아했다.

## 저서

### 대표 저서 (1):벤저민 프랭클린 자서전(Autobiography)

#### 배경
벤저민 프랭클린의 저서 중 가장 주목 받은 작품은 벤저민 프랭클린의 자서전 - 덕에 이르는 길이다. 대표적인 계몽주의자로 미국의 객관적인 계몽주의 정신의 표상이었던 그는 청교도와 비슷한 Plain style로 글을 썼으며 문학에 반하는 정신으로 문학은 항상 실용적인 목적으로 창작되어야 함을 강조하였다. 이 자서전은 그야말로 어린 시절부터 자신의 이야기를 그려 나가는 작품이다.
자서전 중간 부분에는 에이블 제임스 씨가 프랭클린에게 보낸 편지 내용이 등장한다. 이 편지는 프랭클린에게 자서전을 쓰라고 권유하는 내용이다. 또 후에 벤저민 보건이 프랭클린에게 보낸 편지내용이 등장한다. 앞에 나온 에이블 제임스가 보낸 편지 내용과 마찬가지로 벤저민 보건도 프랭클린에게 자서전을 꼭 쓰라고 설득한다. 프랭클린의 자서전으로 인해 행복과 위대함을 얻는데 출신은 아무 상관이 없으며, 개인의 인격에 영향을 주어 사람들의 마음을 변화시켜 사회나 가정의 행복을 촉진시키며, 많은 젊은이들이 용기와 희망을 얻게 될 것이라고 말한다. 또 많은 사람들이 프랭클린이 쓴 자서전을 읽게 되면 지혜로운 삶을 살 수 있을 것이라고 하며 벤저민 보건은 프랭클린을 설득한다.

#### 특징
자서전의 특징은 벤저민 프랭클린이 인생지침으로 삼았던 13가지 덕목을 제시한다는 것이다. 벤저민 프랭클린의 철학은 "평소에 근면한 사람이 되어야 한다"는 것이었고, 절제, 침묵, 질서, 결단, 절약, 근면, 진실, 정의, 중용, 청결, 침착, 순결, 겸손의 13가지 덕목들의 계율들을 정의하였다. 조그마한 수첩을 만들어 매일 저녁에 그 날 하루의 행동을 생각하고, 각 계율과 관련하여 잘못한 것이 있으면 해당란에 흑점을 찍도록 하는 등의 자세한 방법을 제시함으로써 많은 이들의 귀감이 되었다.
자서전을 크게 두 부분으로 나뉘게 되는데 첫 번째 부분은 아들에게 편지를 보내는 형식으로 시작하며, 두번째 부분은 1784년에 프랑스 대사관에서부터 인생을 다시 시작하는 모습을 보여준다.
프랭클린의 자서전은 현대에도 끊임없는 관심을 불러 일으키고 있으며, 최근에는 벤자민이 휴대하고 다녔던 수첩 형식에 착안하여 만든 《프랭클린 플래너》라는 일정 관리수첩이 성행하기도 한다.

### 대표 저서 (2): The Way to Wealth
『The Way to Wealth』는 1758년 벤저민 프랭클린(Benjamin Franklin)이 쓴 글이다. 『가난한 리처드의 달력 Poor Richard's Almanac』의 서문이며, 바른 저축과 소비의 미덕을 대중들에게 전파하려 노력하였다.
소개되는 몇가지 조언들은 "근면함과 인내심으로 생쥐는 돌을 뚫으며, 밧줄을 갉아 두 동강 낸다.”는 것이다. 프랭클린은 게으름과 나태로 인한 낭비를 지적하면서 시간의 중요성에 대해 역설한다. 또한 “우리는 언젠가 묘지에서 충분히 편안한 잠을 잘 수 있다.”에서 잠을 배우지 못합니다." 라고 하며 본인이 경험하고 그것에서 나오는 교훈을 겸허히 수용하려는 태도가 중요하다고 주장한다.

## 같이 보기
- 조지 휫필드

## 기타

### 프랭클린 연구소
펜실베이니아 주(州)의 필라델피아에 있는 과학기술연구소로, 1824년에 설립되었으며 바톨 연구기금, 프랭클린 연구 센터, 프랭클린 연구실험실, 프랭클린 과학박물관, 천문관, 벤저민 프랭클린 국립기념관 등을 포함하고있다. 1884년 미국 최초의 국제전기박람회를 개최하였으며, 1916년에는 최초의 대륙간 전화통신의 공개실험이 이루어진 곳이다. 1930년대초에는 벤저민 프랭클린의 이름을 따서 프랭클린 연구소라 이름지었다.